# Abba (graaf)
Abba of Alfbad was een Friese graaf die halverwege de 8e eeuw regeerde.
Uit naam van de Frankische koning Pepijn de Korte bestuurde hij het gebied Oostergo in de tegenwoordige provincie Friesland.

## Geschiedenis
Abba was afkomstig uit de stand van de Friese elite en maakte onder het bewind van de Franken opgang.
Nadat de nederlaag bij Irnsum in 734 een einde had gemaakt aan het Friese Rijk, viel Friesland ten westen van de Lauwers in Frankische handen. Onder het bewind van hofmeier Karel Martel werd er een begin gemaakt met de kerstening van de heidense Friezen, waarbij de Friese adel een belangrijke rol heeft gespeeld.
Vanuit deze optiek moet ook de benoeming van Abba worden gezien. Hij behoorde tot de Friese elite en is naar aller waarschijnlijkheid een van de eerste bestuurders in de periode na de heerschappij van de Friese koningen. Hij speelde een belangrijke rol bij de kerstening van de Friese bevolking. Zo is bekend dat na de dood van Bonifatius in 754 er in Dokkum een kerk gebouwd werd, gewijd aan Bonifatius, waarbij Abba de leiding had.
Verder zijn er aanwijzingen dat Abba, een directe afstammeling zou zijn van de Friese koning Radboud.

## Bron en literatuurverwijzing
- Willibald,Vita Bonifatii
- Douwe Kalma, Skiednis fan Fryslân, (Grou, 1965), blz. 109 (namen van graven).